# Estació meteorològica de l'Alguer Fertília
L'estació meteorològica de l'Alguer Fertília és l'estació meteorològica de referència del Servei Meteorològic de l'Aeronàutica Militar i de l'Organització Meteorològica Mundial relacionada amb la ciutat de l'Alguer i la Costera del Coral. Està gestionat per ENAV.

## Funcions
L'estació meteorològica es troba a la Itàlia insular, a Sardenya, a pocs km de la caseria de Fertília al municipi de l'Alguer, a Aeroport de l'Alguer-Fertília, a 23 metres sobre el nivell del mar i les coordenades geogràfiques 40° 38′ 23″ N, 8° 17′ 33″ E / 40.63965°N,8.292534°E.

## Mitjanes climàtiques oficials

### Dades climatològiques 1971-2000
Basant-se en les mitjanes climàtiques dels trenta anys 1971 - 2000, la temperatura mitjana del mes més fred, gener, és de +9,8° C, mentre que la del mes més calorós, agost, fa +23,9° C; de mitjana hi ha 5 dies de gelades a l'any i 40 dies a l'any amb una temperatura màxima igual o superior a 30° C. En els trenta anys examinats, els valors de temperatura extrema són +41,8° C de juliol de 1983 i -4,8° C de gener de 1981.
Les mitjanes anuals de precipitacions són de 573 mm, distribuïdes de mitjana en 65 dies, amb un mínim a l'estiu i un màxim màxim a la tardor.
La mitjana anual d'humitat relativa registra el valor del 75,3% amb un mínim del 69% a juliol i un màxim del 80% al desembre; de mitjana hi ha 44 dies a l'any amb episodis de boira.
A continuació es mostra la taula amb les mitjanes climàtiques i els valors màxims i mínims absoluts registrats durant els trenta anys 1971 - 2000 i publicats a l’Atles climàtic d’Itàlia del Servei Meteorològic de l'Aeronautica Militare relacionada amb els mateixos trenta anys.
| Paràmetres climàtics mitjans de l’Alguer Fertília (1971-2000) | Paràmetres climàtics mitjans de l’Alguer Fertília (1971-2000) | Paràmetres climàtics mitjans de l’Alguer Fertília (1971-2000) | Paràmetres climàtics mitjans de l’Alguer Fertília (1971-2000) | Paràmetres climàtics mitjans de l’Alguer Fertília (1971-2000) | Paràmetres climàtics mitjans de l’Alguer Fertília (1971-2000) | Paràmetres climàtics mitjans de l’Alguer Fertília (1971-2000) | Paràmetres climàtics mitjans de l’Alguer Fertília (1971-2000) | Paràmetres climàtics mitjans de l’Alguer Fertília (1971-2000) | Paràmetres climàtics mitjans de l’Alguer Fertília (1971-2000) | Paràmetres climàtics mitjans de l’Alguer Fertília (1971-2000) | Paràmetres climàtics mitjans de l’Alguer Fertília (1971-2000) | Paràmetres climàtics mitjans de l’Alguer Fertília (1971-2000) | Paràmetres climàtics mitjans de l’Alguer Fertília (1971-2000) |
| Mes                                                           | Gen.                                                          | Feb.                                                          | Mar.                                                          | Abr.                                                          | Mai.                                                          | Jun.                                                          | Jul.                                                          | Ago.                                                          | Set.                                                          | Oct.                                                          | Nov.                                                          | Des.                                                          | Anual                                                         |
| ------------------------------------------------------------- | ------------------------------------------------------------- | ------------------------------------------------------------- | ------------------------------------------------------------- | ------------------------------------------------------------- | ------------------------------------------------------------- | ------------------------------------------------------------- | ------------------------------------------------------------- | ------------------------------------------------------------- | ------------------------------------------------------------- | ------------------------------------------------------------- | ------------------------------------------------------------- | ------------------------------------------------------------- | ------------------------------------------------------------- |
| Temperatura màxima registrada °C (°F)                         | 20,6 (69,1)                                                   | 23,0 (73,4)                                                   | 26,0 (78,8)                                                   | 28,2 (82,8)                                                   | 33,0 (91,4)                                                   | 37,1 (98,8)                                                   | 41,8 (107,2)                                                  | 40,1 (104,2)                                                  | 35,6 (96,1)                                                   | 32,0 (89,6)                                                   | 26,2 (79,2)                                                   | 21,4 (70,5)                                                   | 41,8 (107,2)                                                  |
| Temperatura mínima registrada °C (°F)                         | −4,8 (23,4)                                                   | −3,0 (26,6)                                                   | −2,8 (27)                                                     | −2,4 (27,7)                                                   | 4,4 (39,9)                                                    | 8,0 (46,4)                                                    | 10,3 (50,5)                                                   | 10,2 (50,4)                                                   | 9,5 (49,1)                                                    | 5,4 (41,7)                                                    | −1,1 (30)                                                     | −3,4 (25,9)                                                   | −4,8 (23,4)                                                   |
| Temperatura diària màxima °C (°F)                             | 13,8 (56,8)                                                   | 14,0 (57,2)                                                   | 15,5 (59,9)                                                   | 17,6 (63,7)                                                   | 22,0 (71,6)                                                   | 26,0 (78,8)                                                   | 29,4 (84,9)                                                   | 29,8 (85,6)                                                   | 26,6 (79,9)                                                   | 22,3 (72,1)                                                   | 17,6 (63,7)                                                   | 14,7 (58,5)                                                   | 20,8 (69,4)                                                   |
| Temperatura diària mínima °C (°F)                             | 5,8 (42,4)                                                    | 5,7 (42,3)                                                    | 6,5 (43,7)                                                    | 8,3 (46,9)                                                    | 11,5 (52,7)                                                   | 15,0 (59)                                                     | 17,4 (63,3)                                                   | 18,0 (64,4)                                                   | 15,8 (60,4)                                                   | 12,8 (55)                                                     | 9,1 (48,4)                                                    | 6,8 (44,2)                                                    | 11,1 (52)                                                     |
| Precipitació total mm (polzades)                              | 71,7 (2,8)                                                    | 56,2 (2,2)                                                    | 61,8 (2,4)                                                    | 49,2 (1,9)                                                    | 27,2 (1,1)                                                    | 17,0 (0,7)                                                    | 5,3 (0,2)                                                     | 24,7 (1)                                                      | 38,1 (1,5)                                                    | 80,1 (3,2)                                                    | 78,9 (3,1)                                                    | 63,2 (2,5)                                                    | 573,4 (22,6)                                                  |
| Font:                                                         |                                                               |                                                               |                                                               |                                                               |                                                               |                                                               |                                                               |                                                               |                                                               |                                                               |                                                               |                                                               |                                                               |

### Dades climatològiques 1961-1990
Sobre la base de la mitjana de referència de trenta anys (1961-1990) per a l'Organització Meteorològica Mundial, la temperatura mitjana del mes més fred, Gener, està certificat al voltant de +10,1° C; la del mes més calorós, agost, és de +23,4° C. En els mateixos trenta anys, la temperatura mínima absoluta va arribar als -4,8° C el gener 1981 (mitjana dels mínims absoluts anuals de -1,1 ° C), mentre que la màxima absoluta ha registrat els +41,8° C de juliol 1983; l'arxiu NOAA també va registrar un improbable +44,2° C el 29 de juliol del mateix any(mitjana dels màxims absoluts anuals de +36,8° C).
La mitjana anual de nuvolositat se situa en 3,7 oktes per dia, amb un mínim a juliol d'1,7 per dia i màxims de 4,7 per dia al gener i febrer. Les precipitacions mitjanes anuals van ascendir a 590 mm, distribuïdes de mitjana en 71 dies, amb un mínim a primavera estiu i pic  tardor.
La mitjana anual d'humitat relativa registra el valor del 74,8% amb un mínim a juliol del 66% i un màxim del 80% a desembre i gener. La mitjana absoluta d'heliofania per any és de 7,1 hores diàries, amb un màxim a juliol d'11,3 hores diàries i un mínim de 3,7 hores diàries a desembre.
La mitjana anual de pressió atmosfèrica normalitzada a nivell del mar se situa en 1016,1 hPa, amb un màxim de 1018 hPa a setembre i octubre i un mínim de 1014 hPa a l'abril.
| Paràmetres climàtics mitjans de l'Alguer Fertília (1961-1990) | Paràmetres climàtics mitjans de l'Alguer Fertília (1961-1990) | Paràmetres climàtics mitjans de l'Alguer Fertília (1961-1990) | Paràmetres climàtics mitjans de l'Alguer Fertília (1961-1990) | Paràmetres climàtics mitjans de l'Alguer Fertília (1961-1990) | Paràmetres climàtics mitjans de l'Alguer Fertília (1961-1990) | Paràmetres climàtics mitjans de l'Alguer Fertília (1961-1990) | Paràmetres climàtics mitjans de l'Alguer Fertília (1961-1990) | Paràmetres climàtics mitjans de l'Alguer Fertília (1961-1990) | Paràmetres climàtics mitjans de l'Alguer Fertília (1961-1990) | Paràmetres climàtics mitjans de l'Alguer Fertília (1961-1990) | Paràmetres climàtics mitjans de l'Alguer Fertília (1961-1990) | Paràmetres climàtics mitjans de l'Alguer Fertília (1961-1990) | Paràmetres climàtics mitjans de l'Alguer Fertília (1961-1990) |
| Mes                                                           | Gen.                                                          | Feb.                                                          | Mar.                                                          | Abr.                                                          | Mai.                                                          | Jun.                                                          | Jul.                                                          | Ago.                                                          | Set.                                                          | Oct.                                                          | Nov.                                                          | Des.                                                          | Anual                                                         |
| ------------------------------------------------------------- | ------------------------------------------------------------- | ------------------------------------------------------------- | ------------------------------------------------------------- | ------------------------------------------------------------- | ------------------------------------------------------------- | ------------------------------------------------------------- | ------------------------------------------------------------- | ------------------------------------------------------------- | ------------------------------------------------------------- | ------------------------------------------------------------- | ------------------------------------------------------------- | ------------------------------------------------------------- | ------------------------------------------------------------- |
| Temperatura màxima registrada °C (°F)                         | 20,2 (68,4)                                                   | 23,0 (73,4)                                                   | 26,0 (78,8)                                                   | 26,9 (80,4)                                                   | 33,0 (91,4)                                                   | 35,6 (96,1)                                                   | 41,8 (107,2)                                                  | 39,4 (102,9)                                                  | 35,6 (96,1)                                                   | 32,2 (90)                                                     | 27,4 (81,3)                                                   | 21,4 (70,5)                                                   | 41,8 (107,2)                                                  |
| Temperatura mínima registrada °C (°F)                         | −4,8 (23,4)                                                   | −2,0 (28,4)                                                   | −2,4 (27,7)                                                   | 0,8 (33,4)                                                    | 4,0 (39,2)                                                    | 8,0 (46,4)                                                    | 9,6 (49,3)                                                    | 10,2 (50,4)                                                   | 9,6 (49,3)                                                    | 5,4 (41,7)                                                    | 0,2 (32,4)                                                    | −2,0 (28,4)                                                   | −4,8 (23,4)                                                   |
| Temperatura diària màxima °C (°F)                             | 13,9 (57)                                                     | 14,1 (57,4)                                                   | 15,1 (59,2)                                                   | 17,5 (63,5)                                                   | 21,5 (70,7)                                                   | 25,4 (77,7)                                                   | 28,9 (84)                                                     | 28,8 (83,8)                                                   | 26,2 (79,2)                                                   | 22,3 (72,1)                                                   | 17,6 (63,7)                                                   | 14,7 (58,5)                                                   | 20,5 (68,9)                                                   |
| Temperatura diària mínima °C (°F)                             | 6,3 (43,3)                                                    | 6,3 (43,3)                                                    | 7,1 (44,8)                                                    | 8,9 (48)                                                      | 11,8 (53,2)                                                   | 15,3 (59,5)                                                   | 17,7 (63,9)                                                   | 18,0 (64,4)                                                   | 16,2 (61,2)                                                   | 13,1 (55,6)                                                   | 9,7 (49,5)                                                    | 7,4 (45,3)                                                    | 11,5 (52,7)                                                   |
| Precipitació total mm (polzades)                              | 64,5 (2,5)                                                    | 67,5 (2,7)                                                    | 51,2 (2)                                                      | 44,7 (1,8)                                                    | 24,7 (1)                                                      | 12,9 (0,5)                                                    | 5,1 (0,2)                                                     | 11,9 (0,5)                                                    | 38,9 (1,5)                                                    | 75,9 (3)                                                      | 103,7 (4,1)                                                   | 89,1 (3,5)                                                    | 590,1 (23,2)                                                  |
| Font:                                                         |                                                               |                                                               |                                                               |                                                               |                                                               |                                                               |                                                               |                                                               |                                                               |                                                               |                                                               |                                                               |                                                               |

## Valors extrems

### Temperatures mensuals extremes des de 1946 fins avui
La taula següent mostra els extrems mensuals de temperatura registrats a l'estació meteorològica des de 1946 fins avui. En el període examinat, el mínim absolut temperatura va tocar -4,8° C a gener de 1981 mentre que el màxim absolut va arribar a +41,9° C a agost de 2017.
S'ha desprestigiat la temperatura màxima de +44,2° C del 29/07/1983 a l'arxiu de resum global del dia (GSOD) de NOAA, un valor incompatible amb la tendència diària de temperatura a la mateixa estació que va veure una temperatura horària màxima entre els diferents METAR es van realitzar a +40° C a les 15 (hora local).
| Paràmetres climàtics mitjans de l'Alguer Fertília (1946-2021) | Paràmetres climàtics mitjans de l'Alguer Fertília (1946-2021) | Paràmetres climàtics mitjans de l'Alguer Fertília (1946-2021) | Paràmetres climàtics mitjans de l'Alguer Fertília (1946-2021) | Paràmetres climàtics mitjans de l'Alguer Fertília (1946-2021) | Paràmetres climàtics mitjans de l'Alguer Fertília (1946-2021) | Paràmetres climàtics mitjans de l'Alguer Fertília (1946-2021) | Paràmetres climàtics mitjans de l'Alguer Fertília (1946-2021) | Paràmetres climàtics mitjans de l'Alguer Fertília (1946-2021) | Paràmetres climàtics mitjans de l'Alguer Fertília (1946-2021) | Paràmetres climàtics mitjans de l'Alguer Fertília (1946-2021) | Paràmetres climàtics mitjans de l'Alguer Fertília (1946-2021) | Paràmetres climàtics mitjans de l'Alguer Fertília (1946-2021) | Paràmetres climàtics mitjans de l'Alguer Fertília (1946-2021) |
| Mes                                                           | Gen.                                                          | Feb.                                                          | Mar.                                                          | Abr.                                                          | Mai.                                                          | Jun.                                                          | Jul.                                                          | Ago.                                                          | Set.                                                          | Oct.                                                          | Nov.                                                          | Des.                                                          | Anual                                                         |
| ------------------------------------------------------------- | ------------------------------------------------------------- | ------------------------------------------------------------- | ------------------------------------------------------------- | ------------------------------------------------------------- | ------------------------------------------------------------- | ------------------------------------------------------------- | ------------------------------------------------------------- | ------------------------------------------------------------- | ------------------------------------------------------------- | ------------------------------------------------------------- | ------------------------------------------------------------- | ------------------------------------------------------------- | ------------------------------------------------------------- |
| Temperatura màxima registrada °C (°F)                         | 21,5 (70,7)                                                   | 24,3 (75,7)                                                   | 28,4 (83,1)                                                   | 31,9 (89,4)                                                   | 37,0 (98,6)                                                   | 39,8 (103,6)                                                  | 41,8 (107,2)                                                  | 41,9 (107,4)                                                  | 38,0 (100,4)                                                  | 33,1 (91,6)                                                   | 27,8 (82)                                                     | 22,6 (72,7)                                                   | 41,9 (107,4)                                                  |
| Temperatura mínima registrada °C (°F)                         | −4,8 (23,4)                                                   | −3,8 (25,2)                                                   | −2,8 (27)                                                     | −2,4 (27,7)                                                   | 3,0 (37,4)                                                    | 7,6 (45,7)                                                    | 9,6 (49,3)                                                    | 10,2 (50,4)                                                   | 5,8 (42,4)                                                    | 1,8 (35,2)                                                    | −1,1 (30)                                                     | −3,4 (25,9)                                                   | −4,8 (23,4)                                                   |
| Font:                                                         |                                                               |                                                               |                                                               |                                                               |                                                               |                                                               |                                                               |                                                               |                                                               |                                                               |                                                               |                                                               |                                                               |